# Brachymenium ptychothecium
Brachymenium ptychothecium är en bladmossart som beskrevs av Harumi Ochi 1963. Brachymenium ptychothecium ingår i släktet Brachymenium och familjen Bryaceae. Inga underarter finns listade i Catalogue of Life.